# Elvira Ramírez
Elvira Ramírez (935 circa – 986) fu una religiosa che fu reggente, col titolo di Regina Elvira, del regno di León dal 966 al 975.

## Origine[1]
Era la figlia secondogenita del re di León, Ramiro II e Urraca Sanchez, figlia del re di Navarra, Sancho Garcés e di Toda di Navarra, la sua seconda moglie. Elvira era la sorella minore di Sancho I, re di León.

## Biografia
Si ritirò in giovane età nel monastero di San Salvador de Palat del Reyn, a León, che il padre Ramiro II, secondo la Cronica de Sampiro, aveva fatto erigere, per la figlia (Elvira), vicino al palazzo reale. Nel 966, alla morte del fratello, Sancho I, fu nominata reggente e tutrice del nipote Ramiro III e le fu conferito il titolo di Regina Elvira.
Con il nipote, ratificò il trattato di pace col califfo al-Hakam II ibn Abd al-Rahman e dovette combattere i vichinghi che avevano invaso le coste della Galizia.
Nel 975, approfittando della malattia che, l'anno prima, aveva colpito il califfo, al-Hakam II ibn Abd al-Rahman, alleatisi al re di Navarra Sancho II Abarca, Elvira e Ramiro III attaccarono al-Andalus ma furono sconfitti a San Esteban de Gormaz, dal generale Ghalib, appena rientrato dal Nordafrica.
Durante quell'anno, Ramiro divenne maggiorenne ed Elvira si ritirò dalla reggenza, sostituita dalla cognata Teresa Ansúrez.

## Ascendenza
|                            |                   |                      | Genitori         |  |  | Nonni |  |  | Bisnonni                  |  |  | Trisnonni              |  |
|                            |                   |                      |                  |  |  |       |  |  | Alfonso III delle Asturie |  |  | Ordoño I delle Asturie |  |
|                            |                   |                      |                  |  |  |       |  |  | Alfonso III delle Asturie |  |  | Ordoño I delle Asturie |  |
|                            |                   | Munia                |                  |  |  |       |  |  | Alfonso III delle Asturie |  |  |                        |  |
| Ordoño II di León          |                   |                      |                  |  |  |       |  |  | Alfonso III delle Asturie |  |  |                        |  |
|                            |                   | Jimena di Pamplona   | García I Íñiguez |  |  |       |  |  |                           |  |  |                        |  |
|                            |                   | Jimena di Pamplona   | García I Íñiguez |  |  |       |  |  |                           |  |  |                        |  |
|                            |                   | Jimena di Pamplona   | Urraca           |  |  |       |  |  |                           |  |  |                        |  |
| Ramiro II di León          |                   | Jimena di Pamplona   |                  |  |  |       |  |  |                           |  |  |                        |  |
|                            |                   | Ermenegildo Menéndez | …                |  |  |       |  |  |                           |  |  |                        |  |
|                            |                   | Ermenegildo Menéndez | …                |  |  |       |  |  |                           |  |  |                        |  |
|                            |                   | Ermenegildo Menéndez | …                |  |  |       |  |  |                           |  |  |                        |  |
| Elvira Menéndez            |                   | Ermenegildo Menéndez |                  |  |  |       |  |  |                           |  |  |                        |  |
|                            |                   | Ermessinda Gatonez   | …                |  |  |       |  |  |                           |  |  |                        |  |
|                            |                   | Ermessinda Gatonez   | …                |  |  |       |  |  |                           |  |  |                        |  |
|                            |                   | Ermessinda Gatonez   | …                |  |  |       |  |  |                           |  |  |                        |  |
| Elvira Ramírez             |                   | Ermessinda Gatonez   |                  |  |  |       |  |  |                           |  |  |                        |  |
|                            | García II Jiménez | Jimeno I Garcés      |                  |  |  |       |  |  |                           |  |  |                        |  |
|                            | García II Jiménez | Jimeno I Garcés      |                  |  |  |       |  |  |                           |  |  |                        |  |
|                            | García II Jiménez | …                    |                  |  |  |       |  |  |                           |  |  |                        |  |
| Sancho I Garcés di Navarra | García II Jiménez |                      |                  |  |  |       |  |  |                           |  |  |                        |  |
|                            |                   | Dadildis di Pallarsa | …                |  |  |       |  |  |                           |  |  |                        |  |
|                            |                   | Dadildis di Pallarsa | …                |  |  |       |  |  |                           |  |  |                        |  |
|                            |                   | Dadildis di Pallarsa | …                |  |  |       |  |  |                           |  |  |                        |  |
| Urraca Sánchez di Navarra  |                   | Dadildis di Pallarsa |                  |  |  |       |  |  |                           |  |  |                        |  |
|                            |                   | Aznar Sánchez        | Sancho Garcés    |  |  |       |  |  |                           |  |  |                        |  |
|                            |                   | Aznar Sánchez        | Sancho Garcés    |  |  |       |  |  |                           |  |  |                        |  |
|                            |                   | Aznar Sánchez        | …                |  |  |       |  |  |                           |  |  |                        |  |
| Toda di Navarra            |                   | Aznar Sánchez        |                  |  |  |       |  |  |                           |  |  |                        |  |
|                            |                   | Onneca Fortúnez      | Fortunato Garcés |  |  |       |  |  |                           |  |  |                        |  |
|                            |                   | Onneca Fortúnez      | Fortunato Garcés |  |  |       |  |  |                           |  |  |                        |  |
|                            |                   | Onneca Fortúnez      | …                |  |  |       |  |  |                           |  |  |                        |  |
|                            |                   | Onneca Fortúnez      |                  |  |  |       |  |  |                           |  |  |                        |  |